# كأس النرويج 1920
كأس النرويج 1920 (بالنرويجية: Norgesmesterskapet i fotball for menn 1920)‏ هو الموسم 19 من كأس النرويج. أشرف على تنظيمه اتحاد النرويج لكرة القدم، وكان عدد الأندية المشاركة فيه 16، وفاز فيه أورن هورتن ‏.